# Paul Weinheber
Paul Weinheber (* 12. Februar 1867 in Breslau; † 20. November 1939 in Hamburg) war ein ausgebildeter Dreher und Hamburger Bürgerschaftsabgeordneter und Senator (SPD).

## Leben
Weinheber verbrachte seine Schul- und Lehrzeit als Dreher in Breslau. Er war mehrere Jahre auf Wanderschaft und kam 1887 nach Hamburg. Bis 1892 arbeitete er als Metallarbeiter und war Mitglied im entsprechenden Fachverband in Hamburg. Von 1892 bis 1901 war er Angestellter der Krankenkasse des Metallarbeiterverbandes. Ab 1902 war er Vorsitzender der Konsumgenossenschaft „Neuen Gesellschaft zur Verteilung von Lebensmitteln von 1856“ in Hamburg, dieses Amt hatte er bis 1933 inne. Zwischenzeitlich war Weinheber auch als Zigarrenfabrikant und Zigarrenhändler tätig.
1907 wurde Weinheber für die SPD in die Hamburger Bürgerschaft gewählt, der er bis 1931 angehörte. Vom 28. März 1919 bis zum 23. März 1921 gehörte Weinheber dem Hamburger Senat an. Er musste sein Amt wegen einer Senatsverkleinerung aufgeben. Er wurde 1919 in folgenden Senatsämtern bzw. -kollegien tätig: Armenkollegium, Behörde für das Schankkonzessionswesen, Deputation für das Feuerlöschwesen, Kommission für die Angelegenheit der Armenverbände und als Kommissar für die Reichsversicherung.